# Laurent Didier
Laurent Didier (Dippach, 19 de julio de 1984) es un ciclista luxemburgués que fue profesional desde 2006 hasta 2018. Es hijo del antiguo ciclista, Lucien Didier.

## Palmarés
2005
- 1 etapa de la Flèche du Sud

2007
- 3.º en el Campeonato de Luxemburgo Contrarreloj

2009
- 2.º en el Campeonato de Luxemburgo Contrarreloj
- 2.º en el Campeonato de Luxemburgo en Ruta

2011
- 3.º en el Campeonato de Luxemburgo en Ruta
- 3.º en el Campeonato de Luxemburgo Contrarreloj

2012
- Campeonato de Luxemburgo en Ruta

2013
- 2.º en el Campeonato de Luxemburgo Contrarreloj

2014
- Campeonato de Luxemburgo Contrarreloj
- 1 etapa del USA Pro Cycling Challenge

2015
- 3.º en el Campeonato de Luxemburgo Contrarreloj

## Resultados en Grandes Vueltas y Campeonatos del Mundo
| Carrera         | Carrera         | 2006 | 2007 | 2008 | 2009 | 2010 | 2011  | 2012 | 2013 | 2014 | 2015 | 2016  | 2017 | 2018 |
| --------------- | --------------- | ---- | ---- | ---- | ---- | ---- | ----- | ---- | ---- | ---- | ---- | ----- | ---- | ---- |
|                 | Giro de Italia  | —    | —    | —    | —    | 33.º | 130.º | —    | —    | —    | —    | 64.º  | Ab.  | 97.º |
|                 | Tour de Francia | —    | —    | —    | —    | —    | —     | —    | 53.º | —    | Ab.  | —     | —    | —    |
|                 | Vuelta a España | —    | —    | —    | —    | —    | —     | 86.º | —    | —    | —    | 104.º | —    | —    |
| Mundial en Ruta | Mundial en Ruta | —    | Ab.  | Ab.  | Ab.  | 98.º | 150.º | Ab.  | —    | —    | Ab.  | —     | —    | Ab.  |

—: no participa

Ab.: abandono

## Equipos
- Regiostrom/Kuota (2006-2008)
  - Team Regiostrom-Senges (2006-2007)
  - Team Kuota-Senges (2008)
- Team Designa Køkken (2009)
- Saxo Bank (2010-2011)
  - Team Saxo Bank (2010)
  - Saxo Bank-Sungard (2011)
- RadioShack/Trek (2012-2018)
  - RadioShack-Nissan (2012)
  - RadioShack-Leopard (2013)
  - Trek Factory Racing (2014-2015)
  - Trek-Segafredo (2016-2018)